# Phelan Hill
Phelan Peter Hill (Bedford, 21 de julio de 1979) es un deportista británico que compitió en remo como timonel.
Participó en dos Juegos Olímpicos de Verano, obteniendo dos medallas, bronce en Londres 2012 y oro en Río de Janeiro 2016, en la prueba de ocho con timonel.
Ganó cinco medallas en el Campeonato Mundial de Remo entre los años 2010 y 2015, y tres medallas en el Campeonato Europeo de Remo entre los años 2014 y 2016.

## Palmarés internacional
| Juegos Olímpicos   | Juegos Olímpicos          | Juegos Olímpicos  | Juegos Olímpicos |
| Año                | Lugar                     | Medalla           | Prueba           |
| ------------------ | ------------------------- | ----------------- | ---------------- |
| 2012               | Londres (Reino Unido)     | Medalla de bronce | Ocho con timonel |
| 2016               | Río de Janeiro (Brasil)   | Medalla de oro    | Ocho con timonel |
| Campeonato Mundial |                           |                   |                  |
| Año                | Lugar                     | Medalla           | Prueba           |
| 2010               | Cambridge (Nueva Zelanda) | Medalla de plata  | Ocho con timonel |
| 2011               | Bled (Eslovenia)          | Medalla de plata  | Ocho con timonel |
| 2013               | Chungju (Corea del Sur)   | Medalla de oro    | Ocho con timonel |
| 2014               | Ámsterdam (Países Bajos)  | Medalla de oro    | Ocho con timonel |
| 2015               | Aiguebelette (Francia)    | Medalla de oro    | Ocho con timonel |
| Campeonato Europeo |                           |                   |                  |
| Año                | Lugar                     | Medalla           | Prueba           |
| 2014               | Belgrado (Serbia)         | Medalla de bronce | Ocho con timonel |
| 2015               | Poznań (Polonia)          | Medalla de plata  | Ocho con timonel |
| 2016               | Brandeburgo (Alemania)    | Medalla de bronce | Ocho con timonel |